# Filippo Malatesta
Filippo Malatesta, all'anagrafe Filippo Baschetti (Rimini, 23 marzo 1968), è un cantautore italiano.
Originario di Verucchio in provincia di Rimini. Ha inciso il suo primo album nel 1992 ed è ancora in attività.

## Biografia
Impara a suonare la chitarra grazie a Fabio Giovanni Malacarne, un musicista di Villa Verucchio. Insieme a lui fonda il primo gruppo nel 1984: I Fibra. Il gruppo si esibiva principalmente in pub della zona riminese, e suonava cover degli U2, Simple Minds e Lucio Battisti. Nel 1990, durante un concerto all'Old American Bar di Viserba viene notato da Patrizia Rabitti, che lo fa conoscere al marito, Mario Flores, proprietario dell'Heaven Studios, un grosso studio di registrazione che aveva sede a Rimini.
Comincia quindi un periodo di provini con case discografiche di Milano, fino a quando nel 1992 incide il primo disco La figlia del re. Patrizia Rabitti è anche l'ideatrice del cognome d'arte "Malatesta", essendo studiosa di storia e vivendo Filippo a Verucchio, città di origine della casata dei Malatesta, aveva l'abitudine di chiamarlo "Filippo Malatesta".
Nel 1992 arriva anche la prima apparizione televisiva nel programma Canzoniere dell'estate (la stessa sera della liberazione di Farouk Kassam), dove canta "La figlia del re". Negli anni successivi è ospite fisso nel programma Roxy Bar di Red Ronnie e inizia un tour che toccherà club di tutta Italia. Nel 1994 incide il secondo album: Malatesta a San Francisco, negli Stati Uniti, dove il cantante trascorre 6 mesi.
Il produttore del secondo album è Corrado Rustici, lo stesso produttore di Zucchero Fornaciari ed Elisa. Nel 1994 partecipa anche alla trasmissione Un disco per l'estate a Riccione. Nel 1997, dopo aver prodotto Il re delle tre, lascia la casa discografica Visa Records per contrasti riguardanti le scelte artistiche delle produzioni.
Nel 2000 scrive per Syria la canzone "Cento giorni" che fa parte del disco "Come una goccia d'acqua".
È stato proprietario di un locale a Verucchio, il Vincanto, nel quale si esibiva regolarmente. Ad oggi ha un locale a Villa Verucchio Il Kiosko.
Il 19 dicembre 2019, dopo 15 anni dal suo ultimo album Giramondo, esce il suo nuovo album Sopra la polvere pubblicato dall'etichetta riminese Yourvoice Records contenente due brani inediti e nuovi riarrangiamenti dei suoi pezzi più famosi.
Durante il periodo di lockdown Filippo Malatesta registra il suo nuovo album di inediti intitolato Biutifullove. Anticipato dal singolo Giulia nel luglio del 2020, l'intero album viene pubblicato nel dicembre dello stesso anno.

## Discografia

### Album
- 1992 - La figlia del re
- 1994 - Malatesta
- 1997 - Il re delle tre
- 2004 - Giramondo
- 2005 - Live al Vincanto
- 2019 - Sopra la polvere
- 2020 - Biutiufullove

### Singoli
- 1994 - Non voglio sentire niente
- 1997 - Il re delle tre (CD promozionale distribuito esclusivamente alle radio)
- 1997 - Alla grande
- 1997 - Domani

### Raccolte
- 1993 - Visa Record (CD promozionale distribuito esclusivamente alle radio)
- 2001 - Per la pace contro la fame